# Challenger Salinas 2023
Il Challenger Salinas 2023 è stato un torneo maschile di tennis professionistico giocato sul cemento. È stata la 23ª edizione del torneo, facente parte della categoria Challenger 75 nell'ambito dell'ATP Challenger Tour 2023. Si è giocato al Salinas Golf & Tenis Club di Salinas, in Ecuador, dal 24 al 30 luglio 2023.

## Partecipanti

### Teste di serie
| Nazionalità | Giocatore                  | Ranking* | Testa di serie |
| ----------- | -------------------------- | -------- | -------------- |
| Ecuador     | Emilio Gómez               | 138      | 1              |
| Giappone    | Rio Noguchi                | 204      | 2              |
| Francia     | Giovanni Mpetshi Perricard | 208      | 3              |
| Giappone    | Kaichi Uchida              | 217      | 4              |
| Australia   | Dane Sweeny                | 239      | 5              |
| Giordania   | Abedallah Shelbayh         | 240      | 6              |
| Kazakistan  | Beibit Zhukayev            | 242      | 7              |
|             | Evgenij Donskoj            | 243      | 8              |

* Ranking al 17 luglio 2023.

### Altri partecipanti
I seguenti giocatori hanno ricevuto una wild card per il tabellone principale:
- Andrés Andrade
- Ángel Díaz Jalil
- Álvaro Guillén Meza

Il seguente giocatore è entrato in tabellone come special exempt:
- Philip Sekulic

I seguenti giocatori sono entrati in tabellone come alternate:
- Pedro Boscardin Dias
- Alexander Cozbinov
- Gonzalo Lama
- Aidan Mayo

I seguenti giocatori sono passati dalle qualificazioni:
- Alexander Bernard
- Martin Damm
- Mateus Alves
- Tristan Boyer
- Matija Pecotić
- Daniel Vallejo

## Punti e montepremi
| Torneo    | Torneo              | V      | F     | SF    | QF    | 2T    | 1T  | Q | Q2  | Q1  |
| Singolare | Punti               | 75     | 50    | 30    | 16    | 7     | 0   | 4 | 2   | 0   |
| Singolare | Premi in denaro ($) | 10 840 | 6 355 | 3 780 | 2 200 | 1 300 | 780 | – | 390 | 200 |
| Doppio    | Punti               | 75     | 50    | 30    | 16    | –     | 0   | – | –   | –   |
| Doppio    | Premi in denaro ($) | 4 645  | 2 700 | 1 630 | 965   | –     | 545 | – | –   | –   |

## Campioni

### Singolare
Illja Marčenko ha sconfitto in finale  Matija Pecotić con il punteggio di 6–4, 6–4.

### Doppio
Vasil Kirkov /  Alfredo Perez hanno sconfitto in finale  Ángel Díaz Jalil /  Álvaro Guillén Meza con il punteggio di 7–5, 7–5.